# Phytoliriomyza pallida
Phytoliriomyza pallida este o specie de muște din genul Phytoliriomyza, familia Agromyzidae. A fost descrisă pentru prima dată de Sehgal în anul 1968. Conform Catalogue of Life specia Phytoliriomyza pallida nu are subspecii cunoscute.